# Протерозойський еон
Протерозойський еон, протерозой (дав.-гр. — πρότερος ,- «перший, старший» ζωή ,-«життя»)  — геологічний еон, що почався після архея і передував фанерозою; верхній підрозділ докембрію. Тривав від 2500 млн років тому до 541,0±1,0 млн років тому — майже 2 млрд років (найдовший еон в історії Землі). У протерозої сталася киснева катастрофа, внаслідок якої на планеті почали домінувати аеробні організми, які витіснили анаеробів.
Під час протерозою відбулися значні деформації земної кори (докембрійські епохи складчастості), з якими пов'язані процеси магматизму й метаморфізму. Органічний світ протерозою бідний, однак виявлено рештки залізобактерій, синьо-зелених водоростей та інших організмів.

## Періодизація
Міжнародна стратиграфічна комісія розділила протерозой на три геологічні ери:
- ранній (палеопротерозой, 2500—1600 млн років тому),
- середній (мезопротерозой, 1600—1000 млн років тому),
- пізній (неопротерозой, 1000—541,0±1,0 млн років тому).

У вітчизняній стратиграфічній шкалі докембрію прийнято розподіл на нижній і верхній протерозой із розчленуванням останнього на рифей та венд (едіакарій).
Раніше протерозой розглядався як ера.

## Події

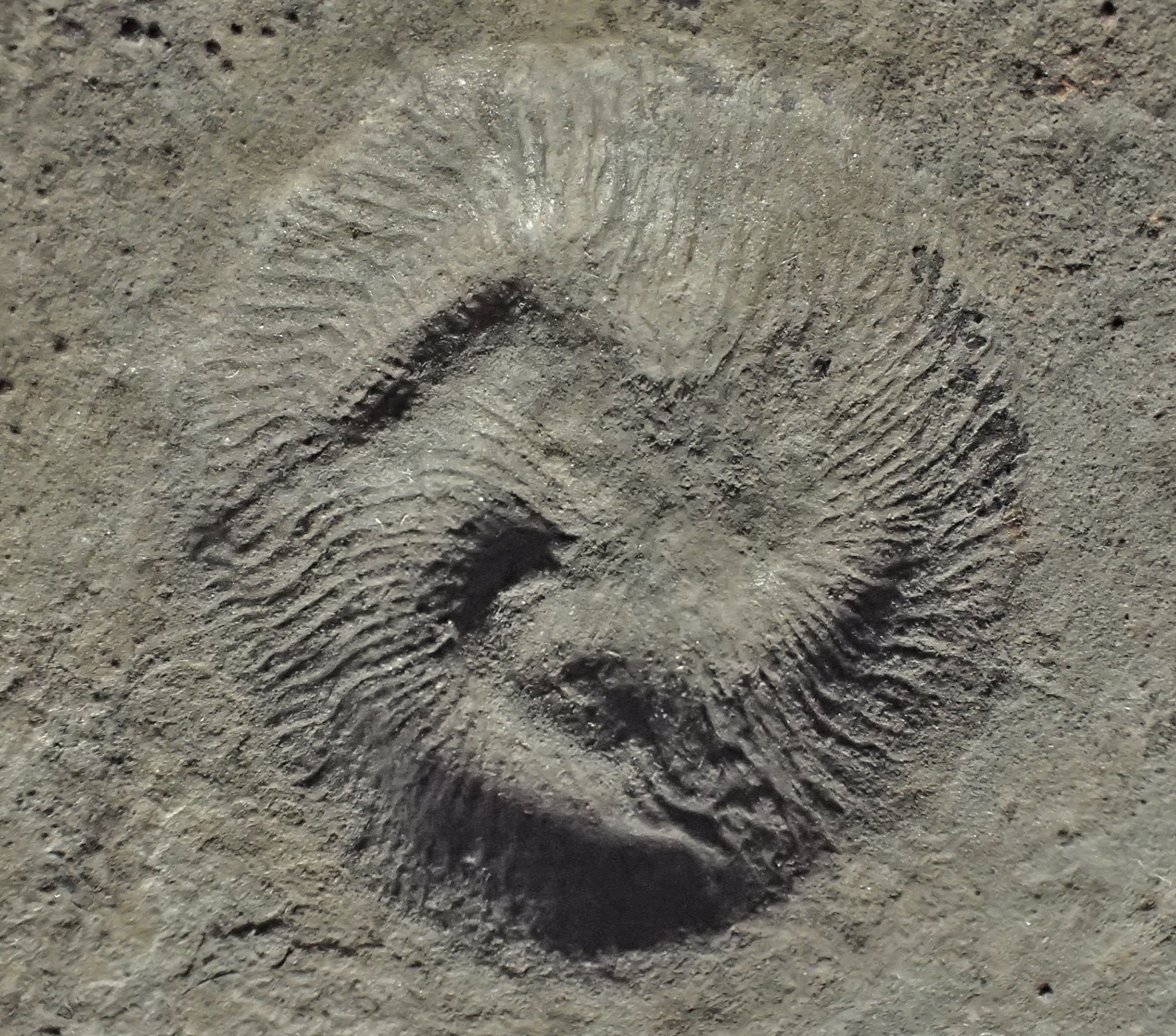
Відбиток Tribrachidium heraldicum — одного з загадкових організмів едіакарського періоду

- Приблизно 2 млрд років тому вміст кисню в атмосфері досяг рівня 1% від нинішнього (так звана точка Пастера)[джерело?]. За припущеннями вчених, такої кількості кисню цілком достатньо для забезпечення життєдіяльності одноклітинних аеробних організмів. За деякими гіпотезами рівень вільного кисню в атмосфері вже тоді міг складати 50%-200% від нинішнього рівня.[джерело?] Внаслідок такого високого вмісту кисню відбулася киснева катастрофа, під час якої загинуло безліч анаеробних видів, для яких кисень є отрутою[2].
- Внаслідок кисневої катастрофи настало Гуронське зледеніння.
- Під час протерозою об'єм води у світовому океані майже досяг нинішнього рівня.
- Ще одне зледеніння в кріогенії вкрило всю планету кригою, зробивши Землю сніжком.
- Поява та розвиток багатоклітинних організмів: губки, гриби, ймовірні мікроскопічні грибоподібні організми. В кінці протерозою (едіакарій) існувала фауна відносно великих організмів невідомого систематичного положення.
- Формування ґрунту внаслідок життєдіяльності прокаріотів.

## Корисні копалини
Серед корисних копалин протерозою головне місце займають руди заліза, манґану, нікелю, кобальту, міді, хрому, поліметалів, урану, золота, алмазів; відомі поклади евапоритів.
Під час раннього протерозою сформувалися залізорудні поклади, зокрема Криворізький залізорудний басейн та Курська магнітна аномалія. У Південній Африці утворилися золото-урано-піритові конгломерати.
Під час пізнього протерозою були сформовані залізорудні поклади Уральських гір, мідно-поліметалічні руди Австралії. Також сформувалася низка покладів уранових, кобальтових, мідних та олов'яних руд.

## Синоніми
Назва «археозой» (від грец. αρχαιος — стародавній, ζωος —  жива істота), введена амер. природознавцем Дж. Дана, рівнозначна назві «протерозой».